# پروداکت رد

نشان‌وارهٔ شرکت رد

پروداکت رد (انگلیسی: Product Red) که نام آن به‌شکل ‎(PRODUCT)RED‎ یا ‎(PRODUCT)RED‎ نوشته می‌شود، یک برند ثبت‌شده توسط شرکت رد (که نام آن به‌شکل (RED) نوشته می‌شود) است که تلاش دارد تا بخش خصوصی را به مشارکت در افزایش آگاهی و سرمایه‌گذاری برای کمک به از بین بردن بیماری ایدز در هشت کشور آفریقایی تشویق کند. این کشورهای آفریقایی شامل اسواتینی (سوازیلند سابق)، غنا، کنیا، لسوتو، رواندا، آفریقای جنوبی، تانزانیا و زامبیا می‌شوند. مجوز این برند به شرکت‌های همکار نظیر نایکی، امریکن اکسپرس (بریتانیا)، اپل، شرکت کوکاکولا، استارباکس، کانورس، الکترونیک آرتس، پریماک، هد، باکارو، پنگوئن کلاسیکس (بریتانیا و بین‌المللی)، گپ، آرمانی، هالمارک (ایالات متحده)، اس‌آپ، بیتس الکترونیکس و سوپرسل اعطا شده‌است. این ایده در سال ۲۰۰۶ توسط بونو، فعال اجتماعی و خوانندهٔ گروه موسیقی یوتو با همراهی بابی شریور از وان کمپین و سازمان داتا بنا نهاده شد. صندوق جهانی مبارزه با ایدز، سل و مالاریا دریافت‌کنندهٔ پول کسب‌شده از راه فروش محصولات عرضه‌شده تحت برند پروداکت رد است.
به‌عنوان بخشی از یک مدل تجاری جدید، هر شرکت همکار یک محصول را با نشان‌وارهٔ پروداکت رد تولید می‌کند و در مقابل، فرصت افزایش سوددهی به‌واسطهٔ مجوز پروداکت رد را دریافت می‌کند. تا ۵۰٪ از سود کسب‌شده توسط هر شرکت همکار به صندوق جهانی اهدا می‌شود. از آنجا که برند پروداکت رد تحت مالکیت شرکت رد قرار دارد، بخشی از مشارکت‌های دریافت‌شده از سوی برندهای همکار به‌عنوان سود در نظر گرفته می‌شود. چنین روشی از ادغام کمک‌های بشردوستانه و تجارت‌های سودمحور، نمونه‌ای از «مصرف‌گرایی اخلاقی» محسوب می‌شود.
سازمان وان کمپین در سال ۲۰۱۲ شرکت رد را به‌عنوان زیرمجموعه‌ای از شرکت وان خریداری کرد. هر دوی این سازمان‌ها توسط بونو و بابی شریور بنیان‌گذاری شده‌بودند.
برند پروداکت رد در سال ۲۰۲۰ برای جمع‌آوری کمک مالی جهت مبارزه با دنیاگیری کووید-۱۹ مورد استفاده قرار گرفته‌است.

## صندوق جهانی
صندوق جهانی مبارزه با ایدز، سل و مالاریا، که در سال ۲۰۰۶ تأسیس شد، از برنامه‌هایی در ابعاد وسیع جهت پیشگیری، درمان و مراقبت برای این سه بیماری واگیر پشتیبانی می‌کند. امروزه ۲۰ درصد از منابع مالی بین‌المللی برای برنامه‌های مرتبط با بیماری ایدز، ۶۹ درصد برای سل و ۶۵ درصد برای مالاریا در سطح جهان توسط این صندوق جهانی تأمین می‌شود. محوریت عملکرد این سازمان بر مفهوم «سرمایه‌گذاری مبتنی بر عملکرد» استوار است و تنها دریافت‌کنندگانی که بتوانند نتایج قابل سنجش و مؤثری را با استفاده از پول دریافت‌شده نشان دهند، قادر به دریافت کمک‌هزینهٔ ادامه‌دار خواهند بود. تمام کمک‌های مالی کسب‌شده از سوی همکاران و رویدادهای رد به برنامه‌های صندوق جهانی تعلق می‌گیرند و صرف ارائهٔ خدمات پشتیبانی و مراقبت‌های پزشکی از افراد درگیر با ایدز در آفریقا می‌شوند. هیچ حداکثری برای دریافت کمک‌هزینه از سوی شرکت رد یا صندوق جهانی مشخص نشده‌است. رد بزرگ‌ترین اهداکنندهٔ بخش خصوصی به صندوق جهانی است و تا ژوئیهٔ ۲۰۱۹ بیش از ۶۰۰ میلیون دلار آمریکا را برای کمک به برنامه‌های مرتبط با ایدز در آفریقا جمع‌آوری کرده‌است. جانی آیو و مارک نیوسون در نوامبر ۲۰۱۳ مزایده‌ای را در ساتبیز برگزار کردند تا چندین میلیون دلار پول برای این صندوق جمع‌آوری کنند. چهره‌های سرشناسی زیادی از جمله بونو، دی اج، هیدن پنیتیر و کورتنی لاو در این رویداد شرکت کردند.

## محصولات

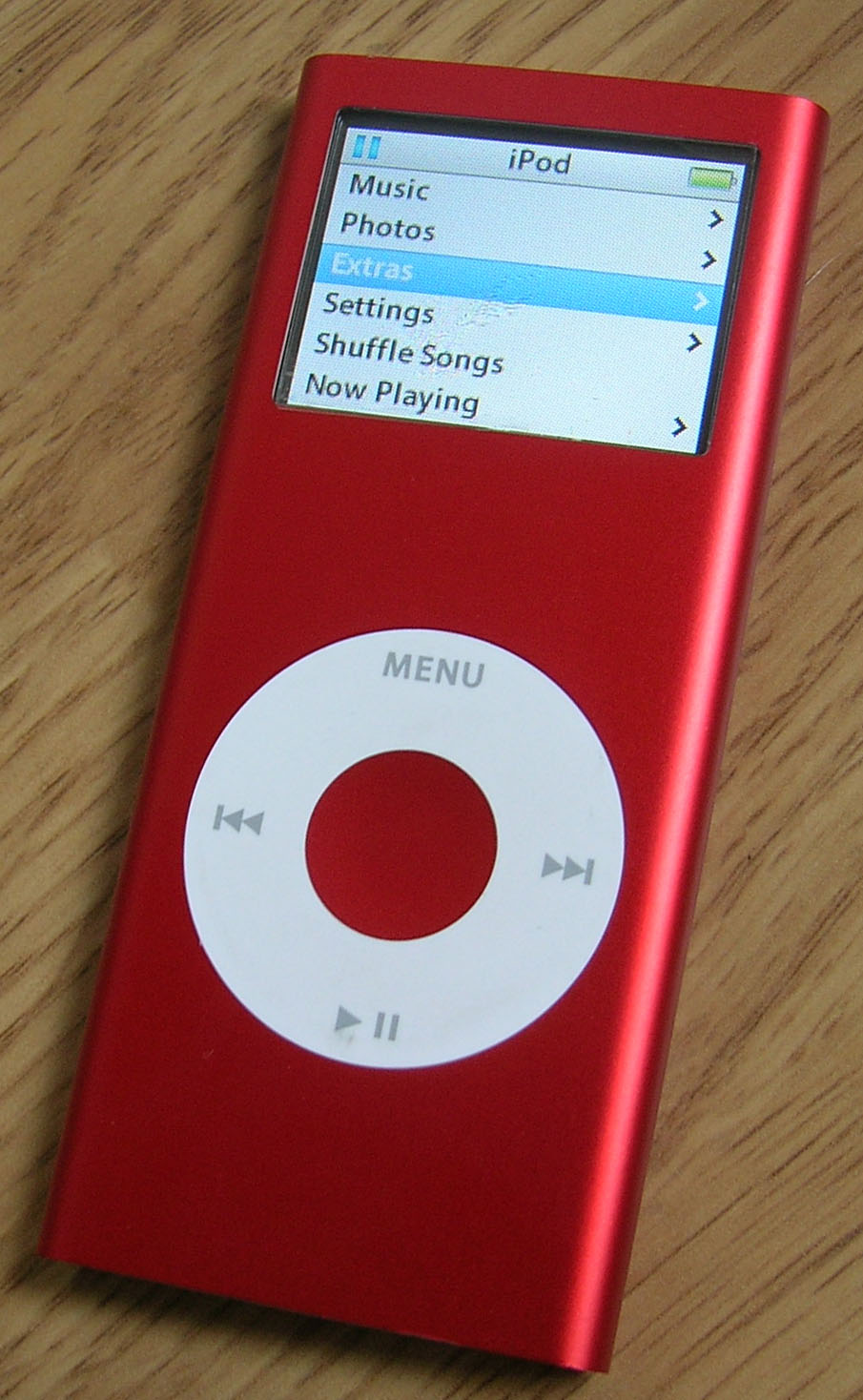
نسخهٔ پروداکت رد آی‌پاد نانو

محصولاتی که تحت برند پروداکت رد عرضه شده‌اند عبارت‌اند از:
- بوگابو اینترنشنال. یک شرکت طراحی در زمینهٔ ساخت کالسکه برای نوزادان و کودکان نوپا فعال است. بوگابو ۱٪ از سود خود را به صندوق جهانی اهدا می‌کند.[۱۴]
- کارت قرمز امریکن اکسپرس. ۱٪ از پرداخت‌ها با این کارت، که در سال ۲۰۰۶ معرفی شد، به صندوق جهانی اهدا می‌شود.[۱۵]
- گپ مجموعه‌ای از کالاها شامل تی‌شرت، ژاکت، شال، دست‌کش، زیورآلات، کیف و کیف پول را تحت برند رد به‌فروش می‌رساند. این شرکت ۵۰٪ از سودهای کسب‌شده از فروش محصولات پروداکت رد را مستقیماً به صندوق جهانی اهدا می‌کند.[۱۶]
- کانورس کفشی را به‌فروش می‌رساند که با استفاده از پارچه گِلی آفریقایی ساخته شده‌است.[۱۷]
- جورجو آرمانی مجموعه‌ای از محصولات امپوریو آرمانی را معرفی کرده‌است که شامل پارچه، زیورآلات، عطر و لوازم تزئینی می‌شوند و ۴۰ درصد از سود کسب‌شده از فروش آن‌ها به صندوق جهانی مبارزه با ایدز واریز می‌شود.[۱۸]
- موتورولا نسخه‌هایی ویژه از تلفن‌های همراه سلور، کرزر و رازر را معرفی کرد که ۵۰٪ از سود فروش هر دستگاه از آن‌ها به صندوق جهانی اهدا شد.[۱۹][۲۰]
- شرکت کانن در سال‌های ۲۰۰۸ و ۲۰۰۹ نسخه‌ای از دوربین اس‌دی۹۹۰ خود را به‌همراه یک پوشش چرمی عرضه کرد. از این نسخه تنها ۵۰۰ عدد ساخته شد.
- روزنامهٔ ایندیپندنت از ۱۶ مهٔ ۲۰۰۶، با انتشار نسخه‌ای ویژه همکاری خود با پروداکت رد را آغاز کرد. ۵۰٪ از درآمدهای کسب‌شده از فروش نسخهٔ پروداکت رد این روزنامه به صندوق جهانی اهدا شد.[۲۱]
- تور هتل کافه توسط شرکت مای‌اسپیس و پروداکت رد ارائه شده‌است.
- شرکت اپل نسخهٔ ویژه‌ای از آی‌پاد تاچ نسل پنجم را با سبک پروداکت رد عرضه کرد. این شرکت متعاقباً لوازم جانبی و دستگاه‌های پروداکت رد دیگری را نیز عرضه کرد. اپل در ۲۹ اکتبر ۲۰۱۳ یک دستگاه رایانهٔ منحصربه‌فرد مک پرو رد را تولید و اهدا کرد. این رایانه در ۲۳ نوامبر ۲۰۱۳ توسط ساتبیز در حراج رد به حراج گذاشته‌شد و به‌قیمت ۹۷۷٬۰۰۰ دلار به‌فروش رسید (ساتبیز برآورد کرده‌بود که این رایانه در حدود ۴۰ تا ۶۰ هزار دلار قیمت‌گذاری شود).[۲۲] یک جفت ایرپاد اپل منحصربه‌فرد ساخته‌شده از طلا نیز در این حراج به قیمت ۴۶۱٬۰۰۰ دلار به‌فروش رسید.[۲۳] شرکت اپل اکنون نسخه‌های پروداکت رد از آیفون اکس‌آر، آیفون ۱۱، نسل دوم آیفون اس‌ای و آیفون ۱۲ را به‌فروش می‌رساند و مدعی است که تاکنون ۲۵۰ میلیون دلار به صندوق جهانی کمک کرده‌است.[۲۴]
- نایکی مجموعه‌ای از بندهای کفش به‌رنگ قرمز را معرفی کرد که سود حاصل از فروش آن‌ها به صندوق جهانی واریز شد. شعار «بندهایت را ببند، زندگی‌ها را نجات بده» برای عرضهٔ این بندها انتخاب شده‌بود.[۲۵]
- هالمارک کارت‌های تبریکی را معرفی کرده‌است که با برند پروداکت رد عرضه می‌شوند.[۲۶]
- شرکت دل اعلام کرد که با همکاری مایکروسافت نسخه‌هایی از رایانه‌های خود (اکس‌پی‌اس وان، اکس‌پی‌اس ام۱۵۳۰ و اکس‌پی‌اس ام۱۳۳۰) را عرضه خواهد کرد که نسخهٔ پروداکت رد ویندوز ویستا آلتیمیت از پیش بر روی آن‌ها نصب شده‌است. این شرکت همچنین یک چاپگر پروداکت رد را نیز به بازار عرضه کرده‌است.[۲۷]
  - شرکت مایکروسافت بعداً نسخهٔ پروداکت رد ویندوز ویستا آلتیمیت را به‌عنوان یک محصول مستقل عرضه کرد.[۲۸]
- شرکت اسکیت‌بورد گرل یک سری از تخته‌های دوبخشی را با گرافیک پروداکت رد عرضه کرد. بخشی از سود حاصل از فروش این محصولات به صندوق جهانی واریز می‌شود.
- استارباکس در برنامهٔ تبلیغاتی خود در تعطیلات کریسمس سال ۲۰۰۸ در کمپین پروداکت رد مشارکت کرد. به‌ازای هر لیوان قهوه‌ای که در روز ۱ دسامبر ۲۰۰۹ (روز جهانی ایدز) در کافه‌های استارباکس به‌فروش رسید، این شرکت مبلغ ۵ پنی به صندوق جهانی کمک کرد. این شرکت همچنین کارت رد را نیز عرضه کرده‌است که با هربار استفاده از آن، ۵ پنی دیگر به صندوق جهانی واریز می‌شود.[۲۹]
- گروه موسیقی کیلرز هر سال یک ترانهٔ کریسمس منتشر می‌کند که نام آخرین آن‌ها «برای کریسمس خانه خواهم بود» بوده‌است و آلبوم گردآوری‌شده‌ای از تمام ترانه‌های کریسمس این گروه نیز تحت عنوان آرزوهایت را هدر نده برای کمک به کمپین رد منتشر شده‌است. تمام سود حاصل از فروش این ترانه و آلبوم به صندوق جهانی اهدا شده‌است.[۳۰]
- مانستر کیبل نسخه‌ای ویژه از هدفون‌های بیتس بای دکتر دره سولو اچ‌دی را با نام سولو اچ‌دی پروداکت رد تولید می‌کند.[۳۱]
- کارولینا بوچی نسخه‌ای ویژه از دستبندهای لاکی خود، که از طلا و ابریشم ساخته شده‌اند را عرضه کرده‌است. ۵۰ درصد از سود حاصل از فروش این دستبندها به صندوق جهانی واریز می‌شود.[۳۲]
- تورنیو دو نسخهٔ ویژه از ساعت‌های خود را تولید کرده‌است که ۱۵٪ از قیمت تک‌فروشی آن‌ها به صندوق جهانی مبارزه با ایدز، سل و مالاریا واریز می‌شود.[۳۳]
- بلودر ودکا نسخه‌های ویژه‌ای از بطری‌هایی با نشان‌وارهٔ پروداکت رد و طراحی رنگی را تولید می‌کند. بخشی از سود فروش این بطری‌ها که توسط استر ماهلانگو، هنرمند اهل آفریقای جنوبی طراحی شده‌اند، به صندوق جهانی مبارزه با ایدز واریز می‌شود.[۳۴]
- شرکت هد به‌عنوان بخشی از پروژهٔ پروداکت رد، نسخهٔ ویژه‌ای از کیف‌های تنیس پروداکت رد را تولید می‌کند.[۳۵]
- در سال ۲۰۱۴، گروه یوتو یک تک‌آهنگ خیریه با عنوان «ناپیدا» را به‌همراه یک ویدئوی تبلیغاتی سوپربول را برای اعلام آغاز همکاری میان پروداکت رد و بنک آو آمریکا منتشر کرد.[۳۶][۳۷]
- در سال ۲۰۱۴ بعضی از اپلیکیشن‌ها یا بازی‌های آی‌اواس، مانند شبیه‌ساز تیوبر پیودای‌پای، پرندگان خشمگین، کات د روپ ۲، سیمز فری‌پلی و کلش آو کلنز برای مدتی محدود (از ۲۴ نوامبر تا ۷ دسامبر) یک بروزرسانی تحت عنوان نسخهٔ پروداکت رد را عرضه کردند. در این بروزرسانی‌ها ۱۰۰٪ از پول پرداخت‌شده برای خرید اپلیکیشن یا خرید از داخل برنامه به صندوق جهانی اهدا شد.[۳۸][۳۹]
- در سال ۲۰۱۹ شرکت آمازون نسخه‌ای ویژه و با تولید محدود از آمازون‌اکو را به‌عنوان بخشی از پروژهٔ پروداکت رد عرضه کرد.[۴۰] در نوامبر ۲۰۲۰ نیز نسخهٔ جدیدتری از این بلندگو برای کمک به صندوق جهانی به بازار عرضه شد.[۴۱]

## جدول زمانی
| تاریخ معرفی     | نوع محصول          | همکار                     | نام محصول | توضیحات | مبلغ اهدا شده به صندوق جهانی                                                                                | قیمت پیشنهادی خرده‌فروشی |
| --------------- | ------------------ | ------------------------- | --- | --- | --- | --- |
| ۲۶ ژانویه ۲۰۰۶  | معرفی              | مجمع جهانی اقتصاد         | اعلان | نوآوری پروداکت رد نخستین بار در مجمع جهانی اقتصاد در داووس، سوئیس معرفی شد. صندوق جهانی کشور رواندا را به‌عنوان نخستین کشوری که از کمک مالی پروداکت رد بهره‌مند می‌شود، معرفی کرد. | | |
| ۱ مارس ۲۰۰۶     | کارت اعتباری       | امریکن اکسپرس             | امریکن اکسپرس رد | کارت اعتباری امریکن اکسپرس رد در بریتانیا رونمایی شد. تنها شهروندان بریتانیایی با حساب‌های بانکی در بانک‌های بریتانیا واجد شرایط استفاده از این کارت‌ها هستند. | ۱٪ از مجموع پرداخت‌ها. تا ۱٫۲۵٪ پس از پرداخت بیش از ۵٬۰۰۰ پوند.                                              | بدون هزینهٔ سالانه به‌صورت مادام‌العمر. ای‌پی‌آر ۱۶٫۹٪ معمول متغیر است.                                                                                         |
| ۱۵ مارس ۲۰۰۶    | پوشاک              | گپ                        | گپ رد | مهمانی ناهار در لندن برای معرفی محصولات گپ و یک مقالهٔ ۲۲ صفحه‌ای در نسخهٔ ویژهٔ آوریل از مجلهٔ دیزد اند کانفیوزد. | ۵۰٪ از سود حاصل از فروش محصولات پروداکت رد                                                                  | |
| ۳ آوریل ۲۰۰۶    | لوازم مد           | جورجو آرمانی              | عینک آفتابی امپوریو آرمانی | عینک‌های آفتابی با فریم فلزی (مدل EA 9285/S) در سطح جهان رونمایی شد. این عینک‌ها که در رنگ‌های سبز، رز، آبی، دودی، خاکستری و قهوه‌ای عرضه شدند، همگی به نشان‌وارهٔ امپوریو آرمانی رد مزین بودند. دسته‌های دوشاخهٔ قاب که در طیفی از جنس‌های روتنیم، برنج قرمز و طلای سبک در دسترس بودند، به لنزهای تکی متصل شده‌بودند. | ۴۰٪ از سود خالص حاصل از فروش تمام محصولات پروداکت رد امپوریو آرمانی به‌طور مستقیم به صندوق جهانی اهدا می‌شود. | |
| ۳ آوریل ۲۰۰۶    | کفش                | کانورس                    | کفش‌های ساخته‌شده از پارچه گلی | کتانی‌های تولید محدود کانورس پروداکت رد ساخته‌شده از پارچه گِلی، که توسط ژیل دیکون طراحی شدند، در بریتانیا و ایالات متحده عرضه شدند. | ۵ تا ۱۵٪ از قیمت عمده‌فروشی خالص                                                                             | از ۶۰ دلار |
| ۱۵ مهٔ ۲۰۰۶      | تلفن همراه         | موتورولا                  | موتورولا سلور رد | موتورولا سلور ال۷ رد در بریتانیا رونمایی شد. | ۱۰ پوند و ۵٪ از هر قبض                                                                                      | ۲۴۹٫۹۹ دلار |
| ۱۵ مهٔ ۲۰۰۶      | روزنامه            | ایندیپندنت                | | | | |
| اوت ۲۰۰۶        | ساعت فشن           | جورجو آرمانی              | ساعت امپوریو آرمانی | دومین محصول رد جورجیو آرمانی یک ساعت تک‌جنسیتی (مدل AR0537/AR0538) است. این ساعت از یک قاب ۴۳ میلیمتری از جنس فولاد ضدزنگ، به‌همراه لبهٔ تراش‌خورده، بند چرمی به‌رنگ مشکی با دوخت‌های قرمز یا برعکس و پرچ‌های فولادی که بند را به قاب متصل می‌کنند بهره‌مند است. صفحهٔ دیجیتالی بزرگ این ساعت‌ها زمان را با اعدادی با اندازهٔ بزرگ نمایش می‌دهد و دارای امکانات نمایش تاریخ، کرونوگراف و زمان‌سنج به‌همراه دکمه‌هایی در کنار قاب ساعت است. صفحهٔ نمایش این ساعت‌ها همچنین میزبان نشان‌وارهٔ امپوریو آرمانی رد در موقعیت ساعت ۱۲ است که در حلقهٔ بیرونی صفحه چاپ شده‌است. | ۴۰٪ از حاشیهٔ سود ناخالص (بخش عینک‌ها را ببینید)                                                              | ۲۲۵ دلار |
| ۲۱ سپتامبر ۲۰۰۶ | روزنامه            | ایندیپندنت                | | ایندیپندنت دومین نسخهٔ ویژهٔ پروداکت رد خود را به‌چاپ رساند که به‌صورت افتخاری توسط جورجیو آرمانی طراحی شده‌بود. این نسخهٔ رد شامل مقاله‌هایی از چهره‌های عمومی و افراد مشهور از جمله جرج کلونی، بیل گیتس، لئوناردو دی‌کاپریو و بیانسه بود. بخش ویژهٔ روزانهٔ این روزنامه که اکسترا نام دارد، در این روز در قالب یک مجلهٔ ۳۶ صفحه‌ای منتشر شد و به‌همراه هر روزنامه یک پوستر از کیت ماس نیز ارائه می‌شد. تمام سود حاصل از فروش آنلاین برای کمک به مبارزه با ایدز در آفریقا اهدا شد.                                                                               | تمام سود حاصل ار فروش آنلاین.                                                                               | |
| ۱۳ اکتبر ۲۰۰۶   | دستگاه پخش ام‌پی۳   | اپل                       | آی‌پاد نانو نسخهٔ ویژهٔ پروداکت رد | آی‌پاد نانو رد که تنها در فروشگاه‌های اپل و وبگاه فروشگاه اپل عرضه شد. | ۱۰ دلار | ۱۹۹ تا ۲۴۹ دلار |
| نوامبر ۲۰۰۶     | تلفن همراه         | موتورولا                  | موتورولا رازر رد | یو. اس. سلولر تلفن همراه موتورولا رازر را در ایالات متحده آمریکا عرضه کرد. | ۱۷ دلار | ۲۵۹٫۹۹ دلار |
| ۵ دسامبر ۲۰۰۶   | ترانه              | کیلرز (گروه موسیقی)       | «یک سورتمهٔ بزرگ باشکوه» | کیلرز، گروه محبوب ایندی راک نخستین تک‌آهنگ سالانهٔ خود برای تعطیلات کریسمس را برای پشتیبانی از کمپین رد منتشر کرد. تک‌آهنگ‌های این گروه در سال ۲۰۱۶ در قالب یک آلبوم با نام آرزوهایت را هدر نده گردآوری شد. | | ۱٫۲۹ دلار |
| ۹ ژانویهٔ ۲۰۰۷   | کارت ارزش ذخیره‌شده | اپل                       | کارت هدیه پروداکت رد آی‌تیونز | کارت هدیه برای خرید فیلم، برنامه‌های تلویزیونی یا موسیقی از فروشگاه برخط آی‌تیونز اپل. در حال حاضر تنها در ایالات متحده آمریکا و از طریق فروشگاه برخط اپل در دسترس است. | ۱۰٪ (۲٫۵۰ دلار)                                                                                             | ۲۵ دلار |
| ژوئن ۲۰۰۷       | مجله               | ونتی فر                   | | بونو این نسخه از مجله که «نسخهٔ آفریقا» نام دارد را ویراستاری کرده‌است. این نسخه میزبان آرایش گسترده‌ای از چهره‌های مشهور است که تصویر آن‌ها در مجموع بر روی بیست جلد مختلف چاپ شده‌است و به نسخه‌های منتشرشده در آفریقا اختصاص یافته‌است. این چهره‌ها شامل باراک اوباما، محمد علی کلی، رانیا عبدالله، بونو، کاندولیزا رایس، جرج دابلیو بوش، دزموند توتو، برد پیت، جایمن هانسو، مدونا، مایا آنجلو، کریس راک، وارن بافت، بیل گیتس، ملیندا گیتس، اپرا وینفری، جرج کلونی، جی-زی، آلیشیا کیز، ایمان عبدالمجید و دان چیدل می‌شوند.                                | ۵ دلار از هر آبونمانی از مجلهٔ ونتی فر که به‌فروش رسیده‌است.                                                   | |
| ۷ سپتامبر ۲۰۰۷  | دستگاه پخش ام‌پی۳   | اپل                       | آی‌پاد نانو و آی‌پاد شافل نسخهٔ ویژهٔ پروداکت رد | آی‌پاد نانو رد به‌همراه آی‌پاد شافل ۱ و ۲ گیگابایتی، و آی‌پاد نانوی ۸ و ۱۶ گیگابایتی در دسترس بود. این نسخه‌ها تنها در فروشگاه‌های اپل و وبگاه اپل استور در دسترس بودند. | ۱۰ دلار (نانو)                                                                                              | شافل ۴۹ دلار (۱ گیگابایت)، ۶۹ دلار (۲ گیگابایت)؛ نانو ۱۴۹ دلار (۸ گیگابایت)، ۱۹۹ دلار (۱۶ گیگابایت)                                                        |
| ۲۴ ژانویهٔ ۲۰۰۸  | رایانه/سیستم‌عامل   | شرکت دل + شرکت مایکروسافت | رایانه‌های اکس‌پی‌اس وان، اکس‌پی‌اس ۱۳۳۰، و اکس‌پی‌اس ۱۵۳۰، و چاپگر آیو ۹۴۸ نسخهٔ ویژهٔ پروداکت رد؛ بر روی تمام این رایانه‌ها نسخهٔ رد ویندوز ویستا آلتیمیت نصب شده‌بود. | نسخهٔ پروداکت رد برای اکس‌پی‌اس وان (کمک ۸۰ دلاری)، اکس‌پی‌اس ۱۳۳۰ (کمک ۵۰ دلاری)، اکس‌پی‌اس ۱۵۳۰ (کمک ۵۰ دلاری) و چاپگر آیو ۹۴۸ (کمک ۵ دلاری) در دسترس بود. | ۸۰٫۰۰، ۵۰٫۰۰ یا ۵٫۰۰                                                                                        | اکس‌پی‌اس وان از ۱٬۵۹۹ دلار، اکس‌پی‌اس ۱۳۳۰ و اکس‌پی‌اس ۱۵۳۰ از ۱٬۱۴۹ دلار و آیو ۹۴۸ از ۹۹ دلار                                                                  |
| ۱۱ نوامبر ۲۰۰۸  | دستگاه پخش ام‌پی۳   | اپل                       | آی‌پاد نانو نسخهٔ ویژهٔ پروداکت رد | اپل نسل چهارم آی‌پاد نانو پروداکت رد را معرفی کرد. | ن/م | ۱۴۹ دلار برای ظرفیت ۸ گیگابایت، ۱۹۹ دلار برای نسخهٔ ۱۶ گیگابایتی                                                                                            |
| ۲۷ نوامبر ۲۰۰۸  | نوشیدنی            | استارباکس                 | نوشیدنی‌های انحصاری استارباکس رد | نوشیدنی‌های انحصاری پروداکت رد شامل نوشیدنی‌های قابل انتخاب استارباکس برای تعطیلات از جمله مخلوط موکا و نعناع، قهوه لاته جینجراسنپ و اسپرسو ترافل | ۰٫۰۵ دلار از فروش هر نوشیدنی انحصاری استارباکس رد ککه در روز ۹ ژانویه ۲۰۰۹ به‌فروش رسید.                     | |
| ۳۰ نوامبر ۲۰۰۹  | بند کفش            | نایکی                     | بندهای نایکی رد | بند کفش‌های رد با شعار «بندهایت را ببند. زندگی‌ها را نجات بده.» با حمایت مالی از سوی فوتبالیست‌هایی شامل دیدیه دروگبا (باشگاه چلسی)، جو کول (باشگاه لیورپول)، آندری آرشاوین (باشگاه آرسنال)، دنیلسون (باشگاه آرسنال)، مارکو ماتراتسی (باشگاه اینتر میلان)، لوکاس نیل (گالاتاسرای)، کلینت دمپسی (باشگاه فولام) و سئول کی هیون (باشگاه فولام) | ۱۰۰٪ | ۴ دلار/هر جفت |
| ۲۰ مهٔ ۲۰۱۰      | کتاب               | کتاب‌های پنگوئن            | پنگوئن کلاسیکس رد | پنگوئن کلاسیکس مجموعه‌ای از هشت رمان کلاسیک را منتشر کرد: خانهٔ مرث از ایدیت وارتون، سخت‌تر شدن اوضاع از هنری جیمز، مأمور مخفی از جوزف کنراد، آرزوهای بزرگ از چارلز دیکنز، یادداشت‌های زیرزمینی از فیودور داستایفسکی، دراکولا از برام استوکر، آنا کارنینا از لئو تولستوی و ترزا راکین از امیل زولا. | ۵۰٪ از سود                                                                                                  | ۶٫۹۹/۷٫۹۹ پوند هر کتاب. |
| ۷ دسامبر ۲۰۱۱   | دستگاه پخش ام‌پی۳   | اپل                       | آی‌پاد نانو نسخهٔ ویژهٔ پروداکت رد | اپل، نسل ششم آی‌پاد نانو پروداکت رد را معرفی کرد که تنها از طریق وبگاه اپل یا فروشگاه‌های رسمی اپل در دسترس بود. | ۱۳٫۲۰ دلار                                                                                                  | ۱۲۹ دلار برای ظرفیت ۸ گیگابایت، ۱۴۹ دلار برای ظرفیت ۱۶ گیگابایت                                                                                            |
| ۷ دسامبر ۲۰۱۱   | کاور هوشمند آی‌پد   | اپل                       | اسمارت کاور آی‌پد نسخهٔ ویژهٔ پروداکت رد | اپل، اسمارت کاور چرمی رد آی‌پد را به‌عنوان بخشی از پروژهٔ پروداکت رد معرفی کرد. | ۴٫۸۰ دلار                                                                                                   | ۶۹٫۰۰ دلار |
| ۱۴ اوت ۲۰۱۲     | ضربه‌گیر آیفون      | اپل                       | ضربه‌گیر آیفون نسخهٔ ویژهٔ پروداکت رد | اپل، ضربه‌گیر رد آیفون را به‌عنوان بخشی از پروژهٔ پروداکت رد معرفی کرد. | ۲ دلار | ۲۹٫۰۰ دلار |
| ۱ سپتامبر ۲۰۱۲  | نوشیدنی الکلی      | بلودر ودکا                | بطری نسخهٔ محدود پروداکت رد | | ۵۰٪ از سود                                                                                                  | ۳۵٫۰۰ دلار |
| ۱۲ سپتامبر ۲۰۱۲ | دستگاه پخش ام‌پی۳   | اپل                       | آی‌پاد شافل نسخهٔ ویژهٔ پروداکت رد | آی‌پاد شافل ۲ گیگابایتی انحصاری برای فروشگاه اپل و وبگاه اپل استور. | ۴٫۸۰ دلار                                                                                                   | ۴۹ دلار |
| ۱۵ اکتبر ۲۰۱۲   | دستگاه پخش ام‌پی۳   | اپل                       | آی‌پاد تاچ نسخهٔ ویژهٔ پروداکت رد | اپل نسل پنجم آی‌پاد تاچ پروداکت رد را معرفی کرد که تنها از طریق وبگاه اپل یا فروشگاه‌های رسمی اپل در دسترس بود. | ۱۳٫۲۰ دلار (۶۴ گیگابایت)                                                                                    | ۳۹۹ دلار برای مدل ۶۴ گیگابایتی (معرفی)، ۲۹۹ دلار برای مدل ۶۴ گیگابایتی (کنونی)                                                                             |
| فوریهٔ ۲۰۱۴      | کارت‌خوان           | شرکت اسکوئر               | اسکوئ (رد) ریدر | شرکت اسکوئر نسخه‌ای ویژه از یک کارت‌خوان را معرفی کرد که از طریق وبگاه اسکوئر در دسترس است. | ۹٫۷۲ دلار                                                                                                   | ۱۰ دلار |
| ۲۰۱۴            | گیتار              | گرش                       | گیتار الکتروماتیک گرش نسخهٔ رد بونو | نسخهٔ امضاشدهٔ بونو از گیتار گرش جی۵۶۲۳. | ۵٪ از سود                                                                                                   | ۷۶۹ پوند |
| ۱۸ نوامبر ۲۰۱۶  | آلبوم موسیقی       | کیلرز                     | آرزوهایت را هدر نده | گروه کیلرز یک آلبوم گردآوری‌شده از تک‌آهنگ‌های سالانهٔ خود برای کریسمس را منتشر کرد که با همراهی هنرمندانی نظیر التون جان، نیل تنانت، داوز، رایان پاردی، تونی هالیدی و جیمی کیمل تهیه شده‌بود. | | ۱۰٫۹۹ دلار |
| ۲۴ مارس ۲۰۱۷    | تلفن همراه         | اپل                       | آیفون ۷ و ۷ پلاس نسخهٔ ویژهٔ پروداکت رد | اپل، نسخهٔ ویژهٔ پروداکت رد از تلفن همراه آیفون ۷ و آیفون ۷ پلاس را معرفی کرد که از طریق وبگاه اپل، فروشگاه‌های رسمی اپل و سایر اپراتورهای تلفن همراه و خرده‌فروش‌هایی که تلفن‌های آیفون را به فروش می‌رسانند، در دسترس بود. | ن/م | ۷۴۹ دلار (۷، ۱۲۸ گیگابایت)، ۸۴۹ دلار (۷، ۲۵۶ گیگابایت)، ۸۶۹ دلار (۷ پلاس، ۱۲۸ گیگابایت)، ۹۶۹ دلار (۷ پلاس، ۲۵۶ گیگابایت)                                   |
| ۹ آوریل ۲۰۱۸    | تلفن همراه         | اپل                       | آیفون ۸ و ۸ پلاس نسخهٔ ویژهٔ پروداکت رد | اپل، نسخهٔ ویژهٔ پروداکت رد از تلفن همراه آیفون ۸ و آیفون ۸ پلاس را معرفی کرد که از طریق وبگاه اپل، فروشگاه‌های رسمی اپل و سایر اپراتورهای تلفن همراه و خرده‌فروش‌هایی که تلفن‌های آیفون را به فروش می‌رسانند، در دسترس بود. | ن/م | ۶۹۹ دلار/۶۹۹ پوند (۸، ۶۴ گیگابایت)، ۸۴۹ دلار/۸۴۹ پوند (۸، ۲۵۶ گیگابایت)، ۷۹۹ دلار/۷۹۹ پوند (۸ پلاس، ۶۴ گیگابایت)، ۹۴۹ دلار/۹۴۹ پوند (۸ پلاس، ۲۵۶ گیگابایت) |
| ۱۲ سپتامبر ۲۰۱۸ | تلفن همراه         | اپل                       | آیفون اکس‌آر پروداکت رد | اپل، آیفون اکس‌آر را معرفی کرد. یکی از گزینه‌های رنگ‌آمیزی برای این مدل، نسخهٔ پروداکت رد است. | ن/م | ۷۴۹ دلار برای ۶۴ گیگابایت، ۷۹۹ دلار برای ۱۲۸ گیگابایت، ۸۹۹ دلار برای ۲۵۶ گیگابایت                                                                          |
| ۱۰ سپتامبر ۲۰۱۹ | تلفن همراه         | اپل                       | آیفون ۱۱ پروداکت رد | اپل آیفون ۱۱ را همراه با گزینهٔ انتخابی پروداکت رد برای رنگ‌آمیزی بدنه معرفی کرد. | ن/م | ۶۹۹ دلار برای ۶۴ گیگابایت، ۷۴۹ دلار برای ۱۲۸ گیگابایت، ۸۴۹ دلار برای ۲۵۶ گیگابایت                                                                          |
| ۱۵ آوریل ۲۰۲۰   | تلفن همراه         | اپل                       | نسل دوم آیفون اس‌ای پروداکت رد | اپل نسل دوم آیفون اس‌ای را معرفی کرد. یکی از گزینه‌های رنگ‌آمیزی برای این مدل، نسخهٔ پروداکت رد است. | ن/م | ۳۹۹ دلار برای ۶۴ گیگابایت، ۴۴۹ دلار برای ۱۲۸ گیگابایت، ۵۴۹ دلار برای ۲۵۶ گیگابایت                                                                          |
| ۱۸ سپتامبر ۲۰۲۰ | ساعت هوشمند        | اپل                       | اپل واچ سری ۶ | اپل سری ۶ اپل واچ را معرفی کرد که یکی از گزینه‌های رنگی آن نسخهٔ پروداکت رد است. | ن/م | ۳۹۹ دلار (جی‌پی‌اس)، ۴۹۹ دلار (جی‌پی‌اس + سلولار) |
| ۲۳ اکتبر ۲۰۲۰   | تلفن همراه         | اپل                       | آیفون ۱۲ | اپل، آیفون ۱۲ را معرفی کرد که یکی از گزینه‌های رنگی آن نسخهٔ پروداکت رد است. | ن/م | ۷۹۹ دلار |
| ۱۳ نوامبر ۲۰۲۰  | تلفن همراه         | اپل                       | آیفون ۱۲ مینی | اپل، آیفون ۱۲ مینی را معرفی کرد که یکی از گزینه‌های رنگی آن نسخهٔ پروداکت رد است. | ن/م | ۶۹۹ دلار |